# レオ・ルイックビー
レオ・ルイックビー（Leo Ruickbie）は、はイギリスの歴史家、宗教社会学者であり、超常現象、魔術、ウィッチクラフト、ウイッカを専門としている。彼は、古代ギリシアから現代までのウィッチクラフトの歴史を概説した2004年の出版物である『Witchcraft Out of the Shadows』をはじめ、いくつかの本の著者である。ルイックビーはスコットランドで生まれ、ランカスター大学で社会学と宗教学の修士号を取得した。